# Bosland en stuikgewas van Maputaland-Pondoland
Het Bosland en stuikgewas van Maputaland-Pondoland is een nogal verbrokkelde ecoregio in de provincies Oost-Kaap en KwaZoeloe-Natal van Zuid-Afrika. Het behoort tot het bioom van de berggraslanden en -struwelen.
Het is gelegen in de valleien van de Drakensbergen en wordt naar de kust en naar het oosten toe begrensd door het tropisch regenwoud van het kustbossenmozaïek van Maputaland die de vochtige kuststreek langs de Indische Oceaan vormt. Aan de westzijde en op wat grotere hoogte vindt men het grasland aan de voet van de Drakensbergen. In het zuidwesten ligger de drogere streken van het zuurveldstruikgewas dat meer doornige planten en succulenten telt en tot een ander florarijk behoort, dat van Capensis.

## Klimaat
De ecoregio heeft een droog middellandsezeeklimaat. Het verschil met de West-Kaap is dat de regen voornamelijk (voor zo'n 75%) 's zomers valt. Er is zelden vorst door de matigende werking van de warme Indische Oceaan. De regenval is gewoonlijk onder 800 mm per jaar en neemt af tot 450 in het zuidwesten.

## Flora en fauna
De typerende vegetatie is een dicht struikgewas tot 6 meter hoogte met een gesloten kroon. De begroeiing is droogtebestendig en groenblijvend. Hoewel er een rijke variëteit aan plantengroei is, zijn er maar weinig endemische soorten. Wel is er een rijke fauna waaronder zowel de bedreigde zwarte neushoorn (Diceros bicornis) en de tegenwoordig minder bedreigde witte neurhoorn (Ceratotherium simum). Typerende houtige planten zijn: Diospyros dichrophylla, Euphorbia triangularis, Rhus dentata en Senecio deltoides. Verder groeit er veel Rhoicissus tridentata, Grewia accidentalis, Phyllanthus verrucosus en de grassoort Panicum maximum.
Naar het nattere noordoosten toe komen er meer boomsoorten bij zoals Acacia sieberana, Albizia versicolor, Combretum spp, Ficus sycomorus, Sclerocarya caffra, Terminalia sericea en Ziziphus macronata.
Er zijn twee vogelsoorten die min of meer endemisch zijn de lijstersoort Cossypha dichroa en de boskanarie Serinus scotops.

## Natuurbehoud
De ecoregio is tamelijk dichtbevolkt en dit heeft zijn tol geëist. De steden Durban, Umthatha Oos-Londen. King william's town en Grahamstad liggen allemaal in of aan de rand van deze ecoregio. Er zijn echter ook beschermde delen.
In het zuidwesten vormt Dubbeldrift samen met het aangrenzende Sam Knott en Vosloo een vrij groot beschermd gebied (samen 450 km²) waar dit soort vegetatie voorkomt. Deze streek is echter wel een lappendeken waar een vrij groot aantal ecoregio's elkaar afwisselen. Er is ook fynbos, zuurveld en succulenten. Enige plantensoorten zijn er endemisch zoals Pachypodium bispinosum, P. succulentum en Encephalartos trispinosus.
Verder naar het noordoosten in KwaZoeloe-Natal ligt er het natuurreservaat van Oribikloof aan de Mzimkulwana. Het gebied telt 268 vogelsoorten. Een ander natuurreservaat is Thomas Baines aan de Palmietrivier.

## Galerij

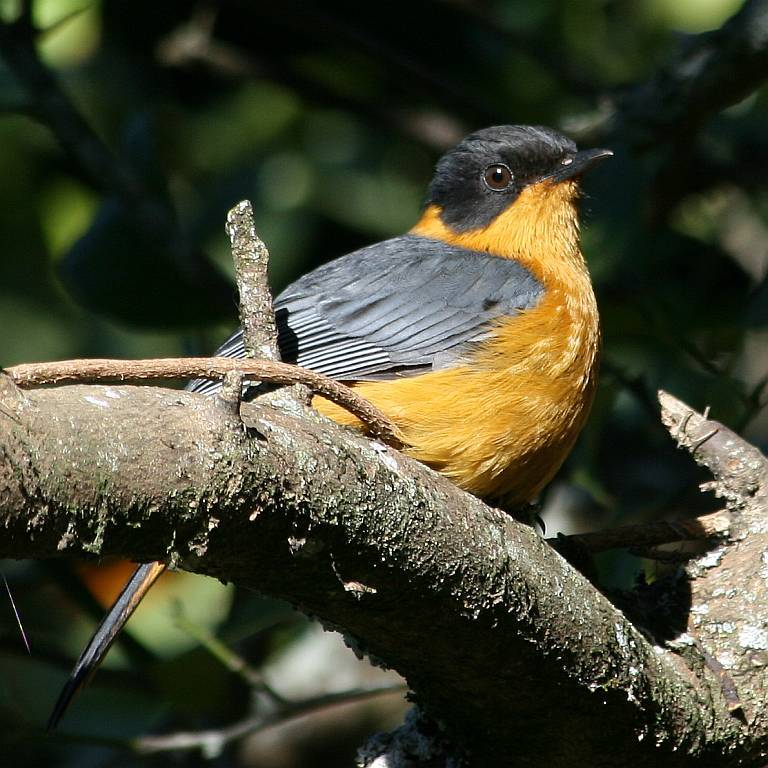
Cossypha dichroa
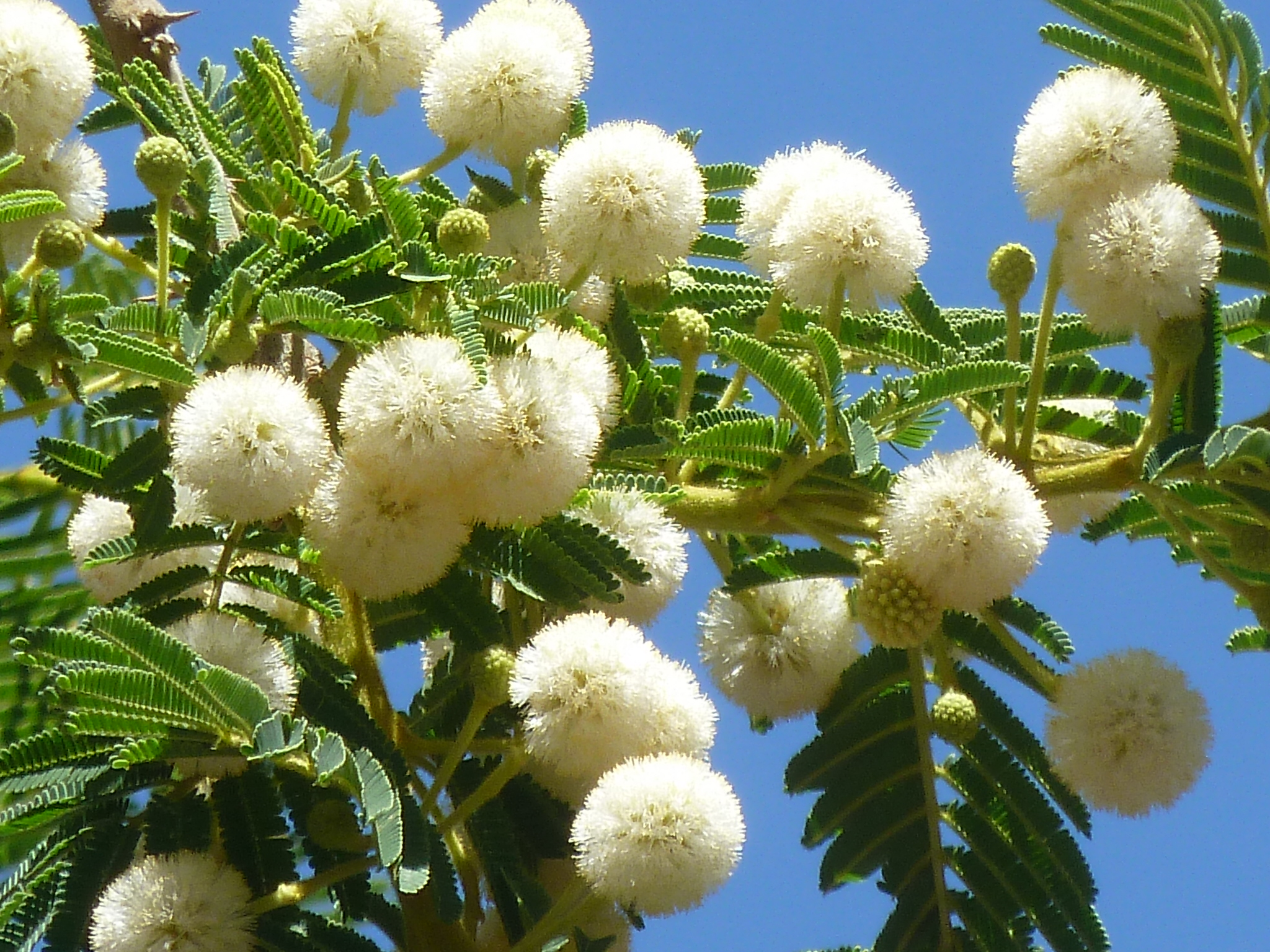
Acacia sieberiana, bloesem
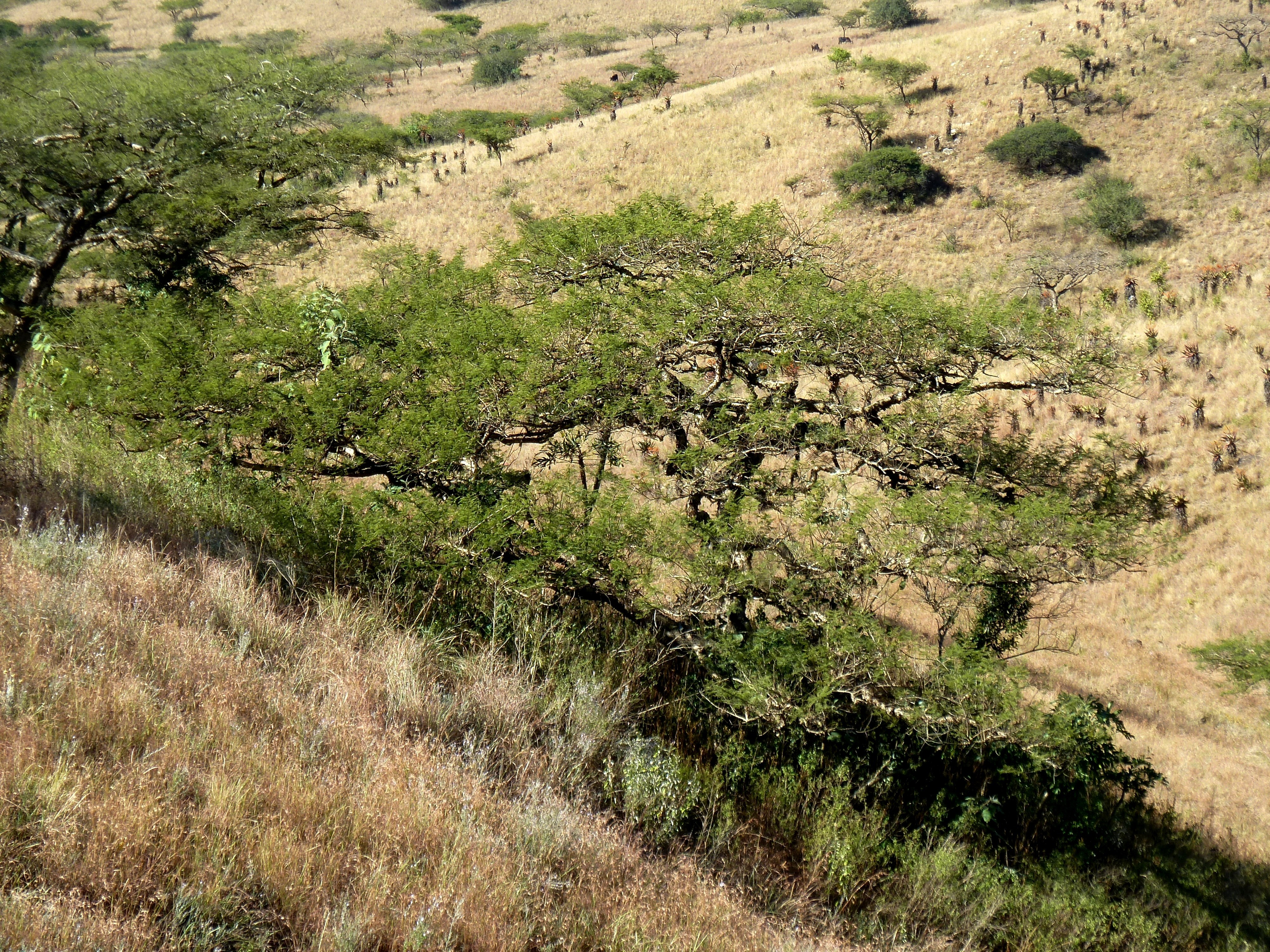
Acacia sieberiana
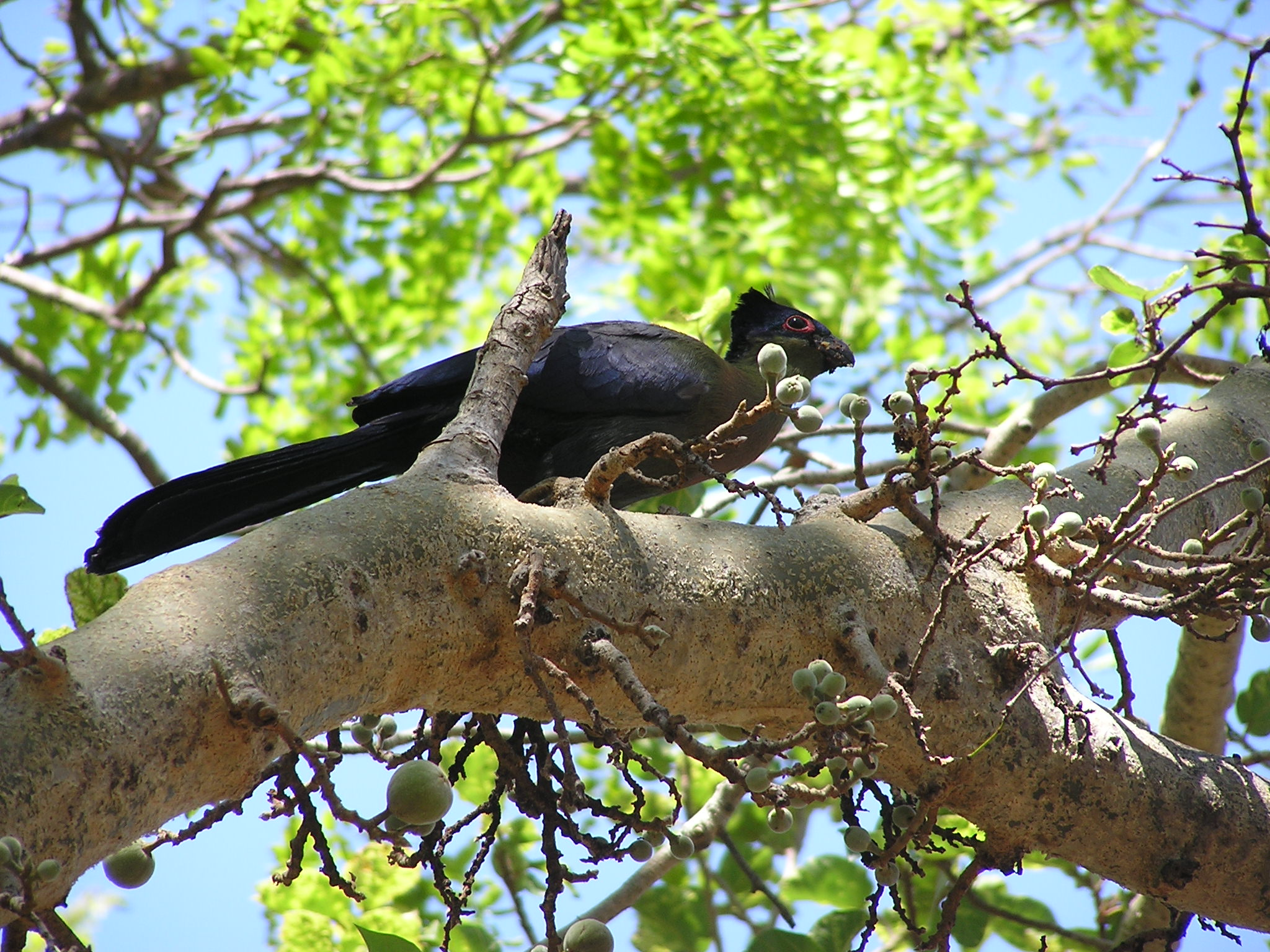
Tauraco porphyreolophus in een Ficus sycomorus
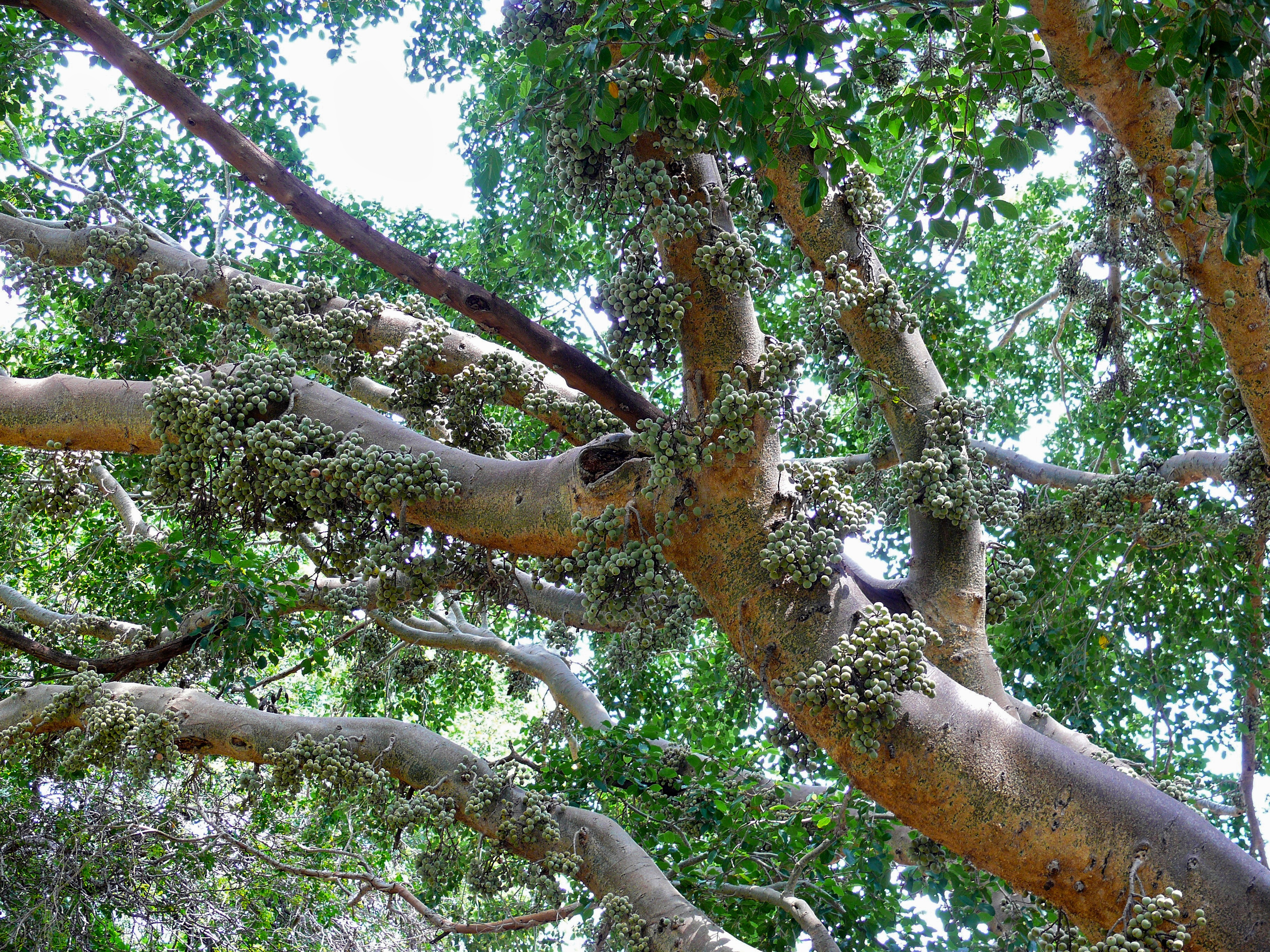
Ficus sycomorus
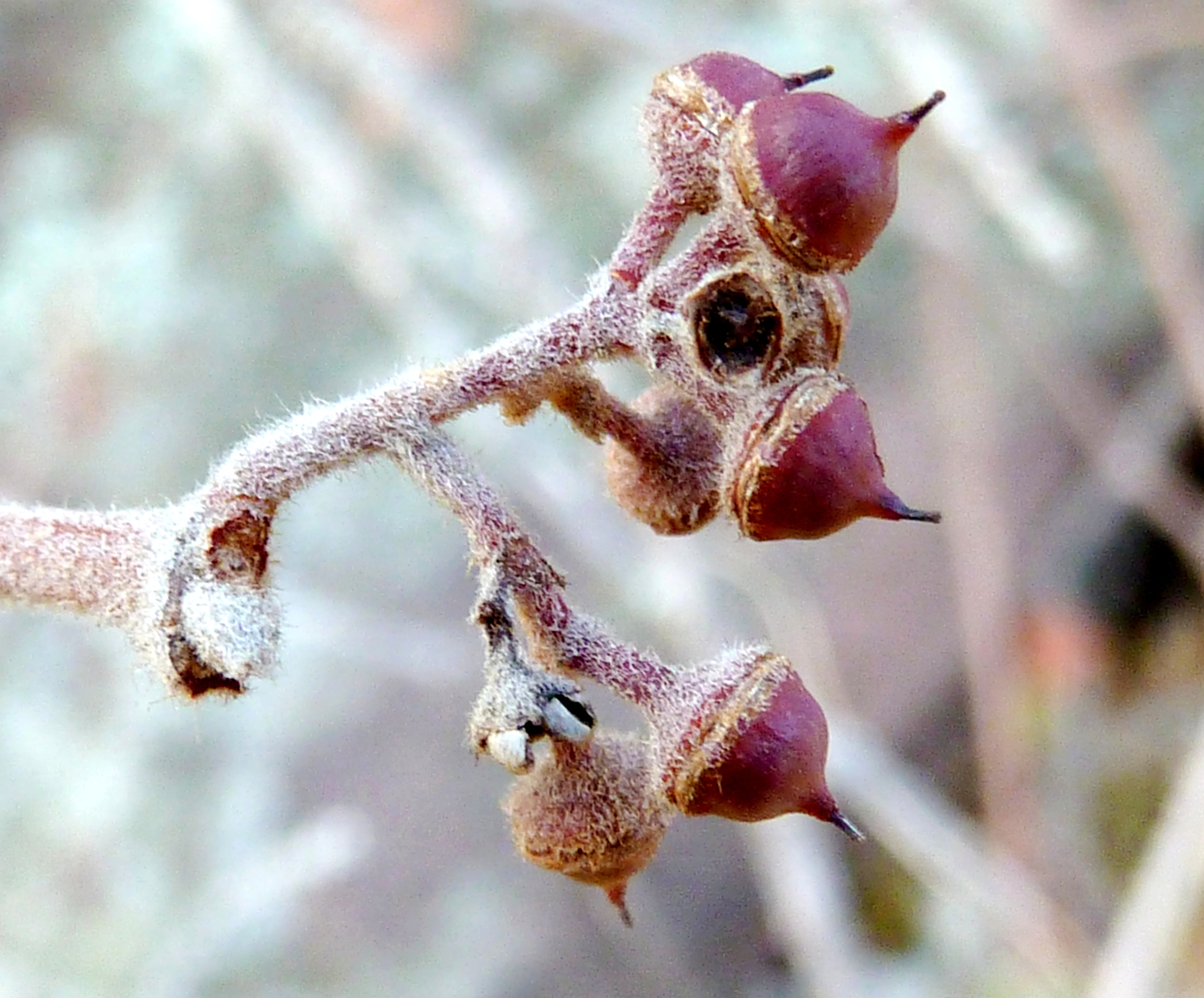
Rhoicissus tridentata, bloemknoppen
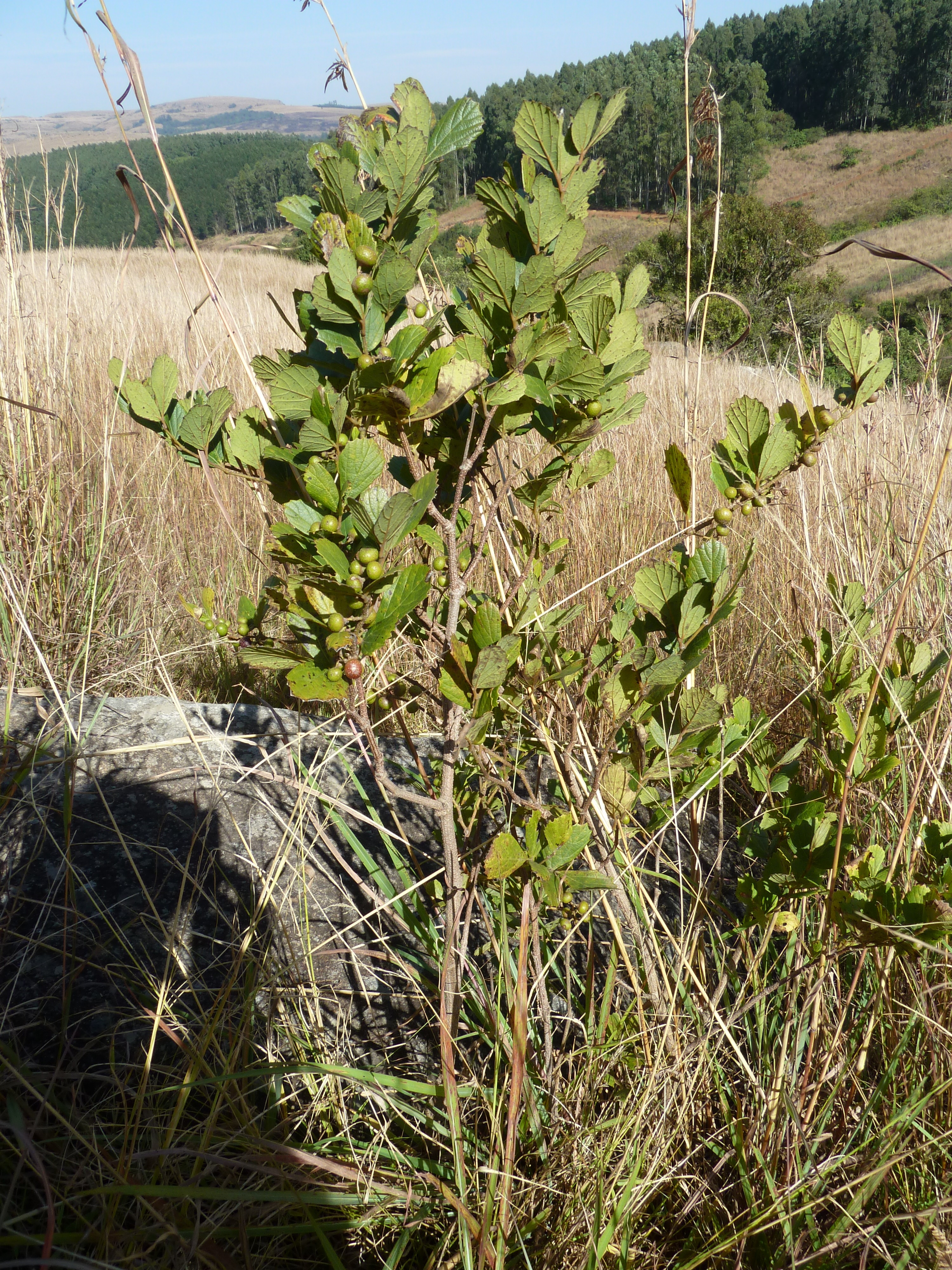
Rhoicissus tridentata
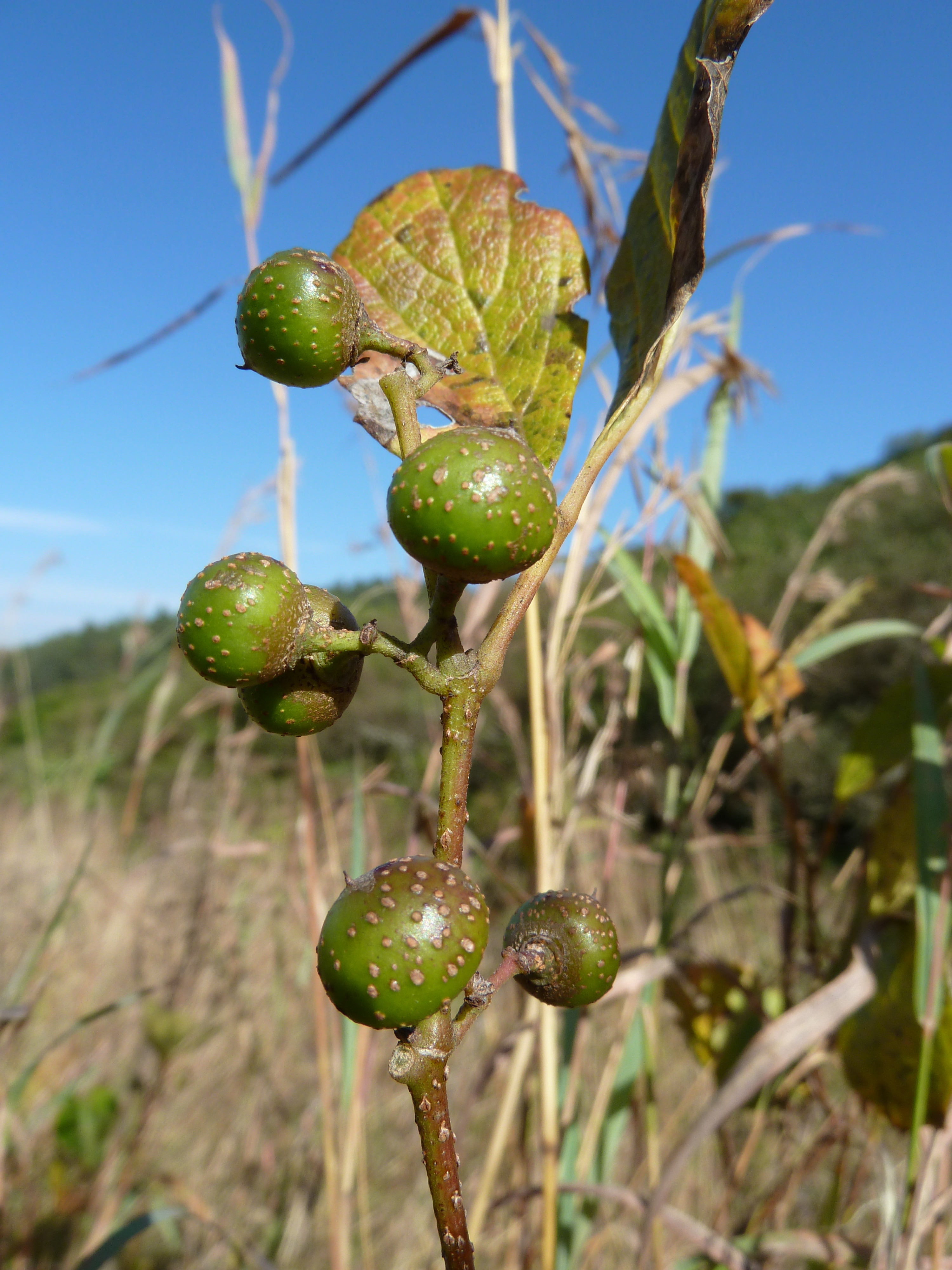
Rhoicissus tridentata, bosmansdruiven
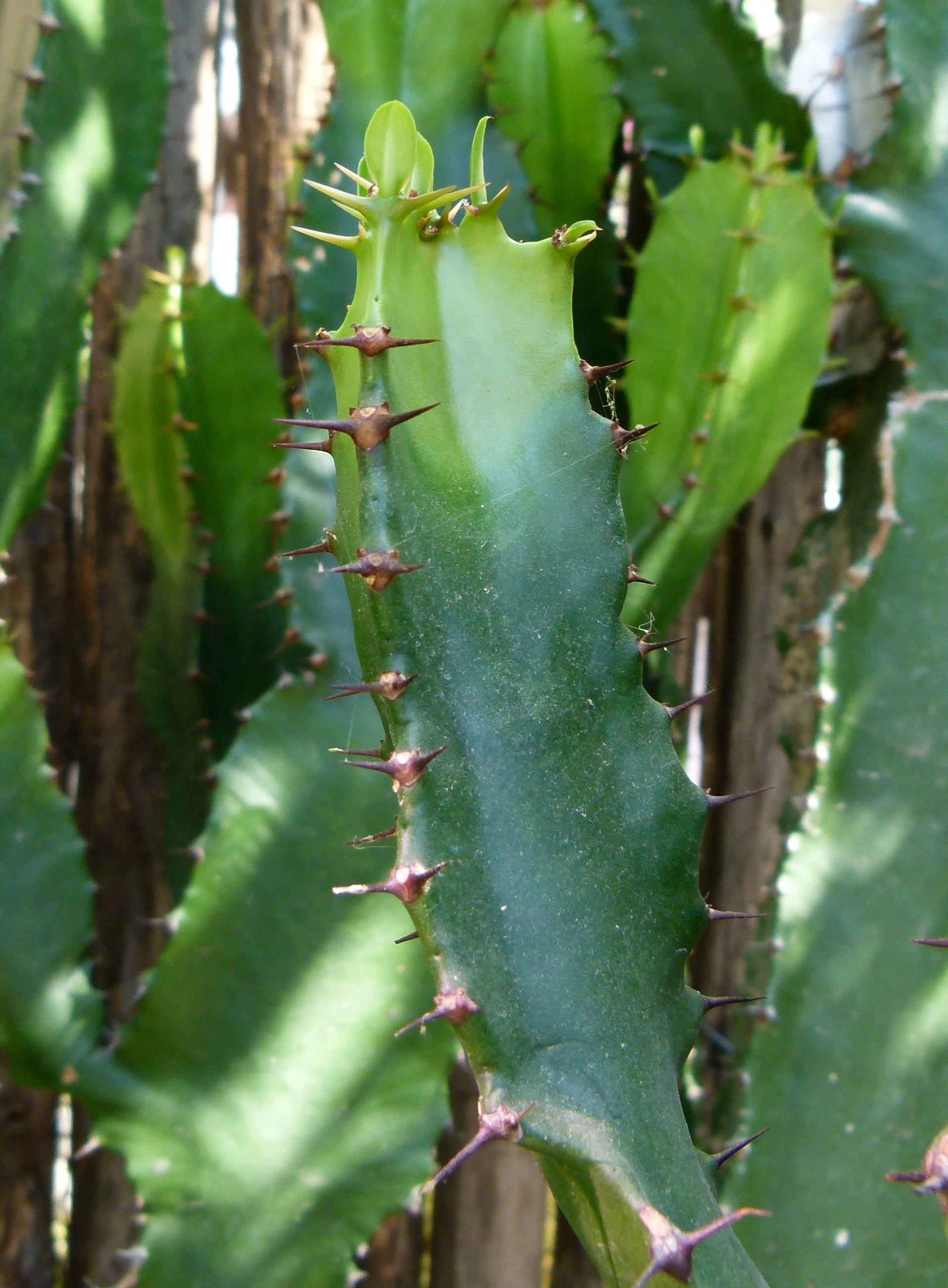
Euphorbia triangularis

AT0115 Bergwouden · 
AT0116 Kustbossen · 
AT0119 Maputaland · 
AT0708 Kalahari bosland · 
AT0717 Bosveld · 
AT0725 Mopanebosland · 
AT1003 Hoge Drakensbergen · 
AT1004 Lage Drakensbergen

AT1009 Hogeveld · 
AT1012 Pondoland · 
AN1104 Marioneiland · 
AT1201 Zuurveld · 
AT1202 Laag fynbos · 
AT1203 Hoog fynbos · 
AT1309 Kalahari droge savanne · 
AT1314 Nama-Karoo · 
AT1322 Succulenten-Karoo · 
AT1405 Mangrovebossen